# مرد بی‌رحم
مرد بی‌رحم (انگلیسی: Merciless Man) یک فیلم جنایی ایتالیایی به کارگردانی ماریو لانفرانکی است که در سال ۱۹۷۶ منتشر شد.

## گزیدهٔ بازیگران
- تونی لو بیانکو
- مائود آدامز
- آدولفو چلی
- هاوارد راس
- لوئیجی بونوس
- یانتی سومر
- کارمن روسو